# Mont Katahdin
Cet article concerne la montagne. Pour la variété de pomme de terre, voir Katahdin.
Le mont Katahdin est, avec 1 606 mètres d'altitude, le point culminant du Maine. Nommé Katahdin (la « plus grande montagne ») par le peuple nord-amérindien des Pentagouets, le sommet est situé dans le parc d'État Baxter.
La flore et la faune de la montagne sont typiques de celles trouvées dans le Nord de la Nouvelle-Angleterre.
Le mont Katahdin est l'extrémité septentrionale du sentier des Appalaches et méridionale du sentier international des Appalaches. 

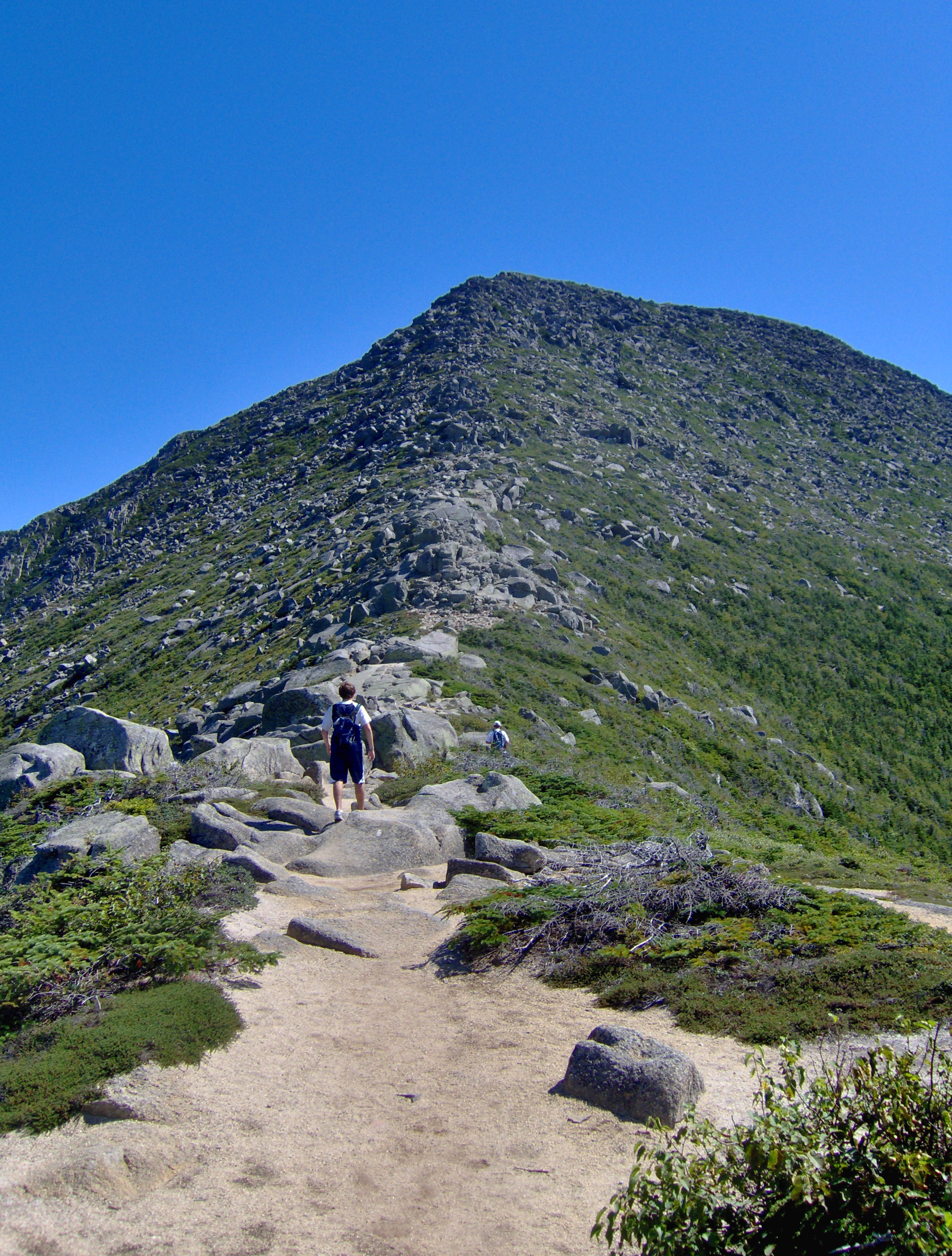
Le sentier des Appalaches sur l'éperon menant au mont Katahdin.